# واد املیل
واد املیل (به فرانسوی: Oued Amlil) یک منطقهٔ مسکونی در مراکش است که در Taza Province واقع شده‌است.
 واد املیل  ۲۰٬۰۰۰ نفر جمعیت دارد.